# Леван Арабулі
Леван Арабулі (груз. ლევან არაბული; нар. 29 березня 1992) — грузинський борець греко-римського стилю, срібний та бронзовий призер чемпіонатів Європи.

## Життєпис
Боротьбою почав займатися з 2004 року. У 2012 році завоював срібну медаль чемпіонату Європи серед юніорів.
Тренер — Ваха Тінікашвілі.

## Спортивні результати на міжнародних змаганнях

### Виступи на Чемпіонатах світу
| Змагання                        | Збірна | Вагова категорія                  | Місце |
| ------------------------------- | ------ | --------------------------------- | ----- |
| Чемпіонат світу з боротьби 2013 | Грузія | греко-римська боротьба, до 120 кг | 11    |
| Чемпіонат світу з боротьби 2017 | Грузія | греко-римська боротьба, до 130 кг | 7     |

### Виступи на Чемпіонатах Європи
| Змагання                         | Збірна | Вагова категорія                  | Місце  |
| -------------------------------- | ------ | --------------------------------- | ------ |
| Чемпіонат Європи з боротьби 2017 | Грузія | греко-римська боротьба, до 130 кг | Бронза |
| Чемпіонат Європи з боротьби 2020 | Грузія | греко-римська боротьба, до 130 кг | Срібло |

### Виступи на інших змаганнях
| Змагання                                     | Збірна | Вагова категорія                  | Місце  |
| -------------------------------------------- | ------ | --------------------------------- | ------ |
| Турнір Вехбі Емре 2013                       | Грузія | греко-римська боротьба, до 120 кг | 15     |
| Кубок Ядегара Імама 2013                     | Грузія | греко-римська боротьба, до 120 кг | 8      |
| Кубок Владислава Пітласинські 2013           | Грузія | греко-римська боротьба, до 120 кг | 10     |
| Вогні Москви 2013                            | Грузія | греко-римська боротьба, до 120 кг | Срібло |
| Київський Міжнародний турнір з боротьби 2016 | Грузія | греко-римська боротьба, до 130 кг | 5      |
| Кубок Тахті 2017                             | Грузія | команда                           | Срібло |
| Київський Міжнародний турнір з боротьби 2017 | Грузія | греко-римська боротьба, до 130 кг | Срібло |
| Гран-прі Угорщини з боротьби 2017            | Грузія | греко-римська боротьба, до 130 кг | Золото |
| Кубок Владислава Пітласинські 2017           | Грузія | греко-римська боротьба, до 130 кг | Золото |
| Меморіал Болата Турлиханова 2017             | Грузія | греко-римська боротьба, до 130 кг | Золото |
| Клубний чемпіонат світу з боротьби 2017      | Грузія | команда                           | 4      |
| Турнір Г. Картозія і В. Балавадзе 2018       | Грузія | греко-римська боротьба, до 130 кг | 5      |
| Меморіал Болата Турлиханова 2018             | Грузія | греко-римська боротьба, до 130 кг | Бронза |
| Турнір Г. Картозія і В. Балавадзе 2019       | Грузія | греко-римська боротьба, до 130 кг | Золото |
| Гран-прі Франції Анрі Деглана 2020           | Грузія | греко-римська боротьба, до 130 кг | 5      |

### Виступи на змаганнях молодших вікових груп
| Змагання                                       | Збірна | Вагова категорія                  | Місце  |
| ---------------------------------------------- | ------ | --------------------------------- | ------ |
| Чемпіонат Європи з боротьби серед юніорів 2012 | Грузія | греко-римська боротьба, до 120 кг | Срібло |